# اندرات
اَندِرات، روستایی است از توابع بخش یانه‌سر شهرستان بهشهر در استان مازندران ایران است.
این روستا با اتکا به مردمان خود و عدم کمک از هیچ نهاد وسازمانی با کشت اولین زعفران درسال۱۳۸۳ تاکنون مساحتی بالغ بر ۲۰ هکتار به این محصول اختصاص داده است و با برگزاری اولین جشنواره درسال ۱۳۹۸، به عنوان پایتخت زعفران در استان مازندران نامگذاری شد.

## جمعیت
این روستا در دهستان شهدا قرار دارد و براساس سرشماری مرکز آمار ایران در سال ۱۳۸۵، جمعیت آن ۳۵۵ نفر بوده‌است. مردم اندرات از قومیت طبری هستند. مردم اندرات به زبان طبری (مازندرانی) سخن می‌گویند.